# Omiodes martyralis
Omiodes martyralis is een vlinder uit de familie van de grasmotten (Crambidae). De wetenschappelijke naam van deze soort is voor het eerst voorgesteld als Coenostola martyralis door Julius Lederer in een publicatie uit 1863.
De soort komt voor in Cuba, Puerto Rico, Mexico, Honduras, Costa Rica, Venezuela, Brazilië, Bolivia en Argentinië.